# 小行星1112
小行星1112（1112 Polonia）是一颗围绕太阳公转的小行星。1928年8月15日，佩拉格婭·沙因在克里米亚发现了此天体。
該小行星以波蘭的拉丁語命名。
这颗小行星的绝对星等为10.10等。